# Cryptogam Ridge
Crytogam Ridge ist ein Gebirgskamm mit ostwestlicher Ausrichtung auf Signy Island im Archipel der Südlichen Orkneyinseln. Er ragt südlich der Cummings Cove auf.
An der Nordflanke dieses Gebirgskamms siedeln Flechten und Moose (die sogenannten und namensgebenden Kryptogame) in großer Artenzahl. Das UK Antarctic Place-Names Committee nahm die Benennung 1991 vor.